# Hatayspor
Hatayspor is een Turkse sportclub opgericht in Antiochië, de hoofdstad van de provincie Hatay. De clubkleuren zijn bordeaux en wit. De thuisbasis van de voetbalclub is het Yeni Hataystadion. Het oude Antakya Atatürkstadion werd in juli 2021 afgebroken. De club voetbalt sinds 2020 in de Süper Lig en de club heeft daarnaast geen grote resultaten geboekt in de Turkse Beker. Naast voetbal houdt de club zich ook bezig met damesvoetbal, basketbal en volleybal.

Hatay ligt in de Middellandse Zee-regio.

## Geschiedenis

### Oprichting
Hatayspor Kulübü werd opgericht in 1967 na een fusie tussen Kurtuluşspor, Esnafspor en Reyhanlı Gençlikspor. De club mocht toen meteen uitkomen in de 2. Lig (derde hoogste divisie).

### Oprichters
- Razık Gazel
- Orhan Aksuyu
- Fatih Hocaoğlu
- Hüsnü Hataylı

### Prestaties
De club werd kampioen in 1970, en mocht zo voor het eerst uitkomen in de 1. Lig. Daarna degradeerde de club naar de 2. Lig, en bleef daar gedurende een lange tijd uitkomen. In 2000 promoveerde de club terug naar de 1. Lig, maar degradeerde na twee jaar terug naar de 2. Lig. In het seizoen 2009/10 werd de club vijfde in zijn reeks in de 3. Lig, maar mocht nog play-offs spelen voor de 2. Lig. De derde plaats in de play-off groepsfase betekende uitschakeling voor promotie. In het seizoen 2011/12 werd de club kampioen in zijn reeks in de Spor Toto 3. Lig, hetgeen promotie naar de Spor Toto 2. Lig betekende.
In het seizoen 2012/13 eindigde het team als tweede in de Rode Groep van de Spor Toto 2. Lig. De club kwalificeerde zich voor de play-offs en wist tot de finale te geraken, waar ze in Fethiyespor hun meerdere moesten erkennen met een 1-2 verlies. Het opvolgende jaar werd een derde plek behaald in de Witte Groep van de Spor Toto 2. Lig. Weer was de ploeg dicht bij een promotie, echter werd de finale van de play-offs andermaal verloren. Alanyaspor wist na een 0-0 gelijkspel de strafschoppen beter te nemen; 3-4. Jaargang 2014/15 eindigde de ploeg op de derde plaats in de Rode Groep van de 2. Lig. Hatayspor strandde deze keer in de kwartfinales van de play-offs tegen Inegölspor. In het seizoen 2015/16 kwam de club niet verder dan een 13e plek. In het seizoen 2017/18 werd de club kampioen in de Rode Groep van de 2. Lig.
In het eerste seizoen na de terugkeer in de 1. Lig eindigde Hatayspor derde in de reguliere competitie. In de promotie-playoffs verloor de club echter van Adana Demirspor, waardoor uiteindelijk Gazişehir Gaziantep FK (de nummer drie van de reguliere competitie) promoveerde. Het seizoen daarop werd Hatayspor kampioen, waardoor de club zich voor het eerst in zijn geschiedenis mocht opmaken voor de Süper Lig.
Hatayspor sloot het eerste seizoen in de Süper Lig af op een indrukwekkende 5e plaats, waarmee het nipt Europees voetbal miste.

#### Aardbeving
Op 6 februari 2023 werd het terrein van de club getroffen bij een zware aardbeving. Een aantal spelers en stafleden werden onder het puin vandaan gehaald. Naar aanleiding van de ramp maakte de clubleiding bekend zich terug te trekken uit de nationale competitie voor dat seizoen. De Turkse voetbalbond maakte bekend dat ze hun recht op een terugkeer zouden behouden. Christian Atsu, een van de spelers van de club en technisch manager Taner Savut, overleefden de ramp niet.
De club wist zich na de aardbeving niet te herpakken. Het seizoen erna ontliep de ploeg ternauwernood degradatie. In het seizoen 2024/25 sloeg het noodlot alsnog toe. Met nog 6 speelrondes te gaan, werd degradatie definitief na vier achtereenvolgende seizoenen op het hoogste niveau.

### Gespeelde divisies
- Süper Lig: 2020-2025
- 1. Lig: 1970-1976, 2000-02, 2018-20, 2025-
- 2. Lig: 1967-70, 1976-80, 1984-90, 1992-93, 2002-08, 2012-18
- 3. Lig: 2008-12

## Bekende (ex-)spelers
- Erol Erdal Alkan
- Christian Atsu
- Gürhan Gürsoy
- Idir Ouali
- Selçuk Şahin
- Ayhan Tumani
- Gökhan Zan